# Ярославская духовная семинария
Яросла́вская духо́вная семина́рия — высшее учебное заведение Ярославской митрополии Русской православной церкви, расположенное в городе Ярославле.

## Дореволюционная семинария

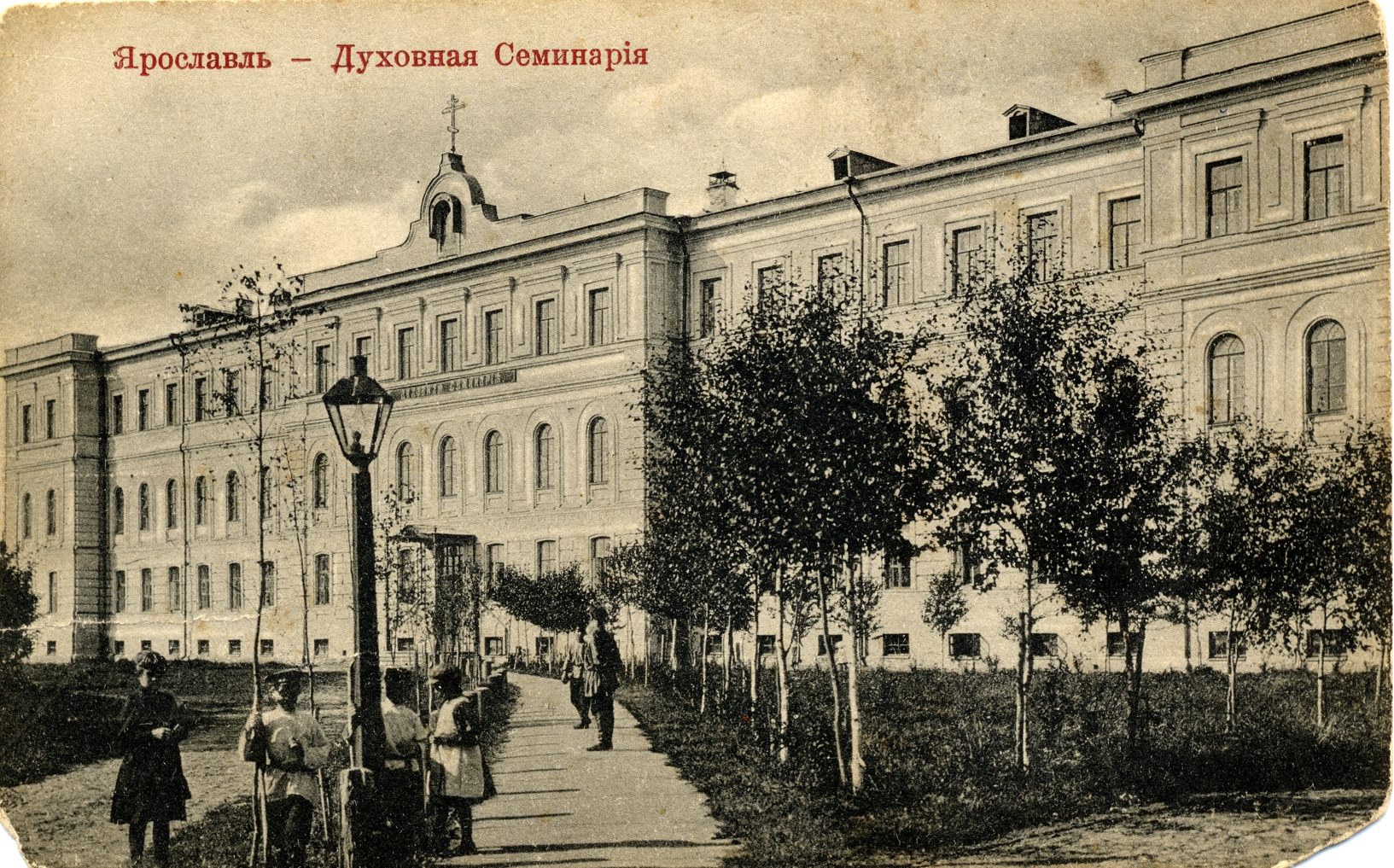
Здание, в котором семинария располагалась в 1875—1918 годах (южный корпус)

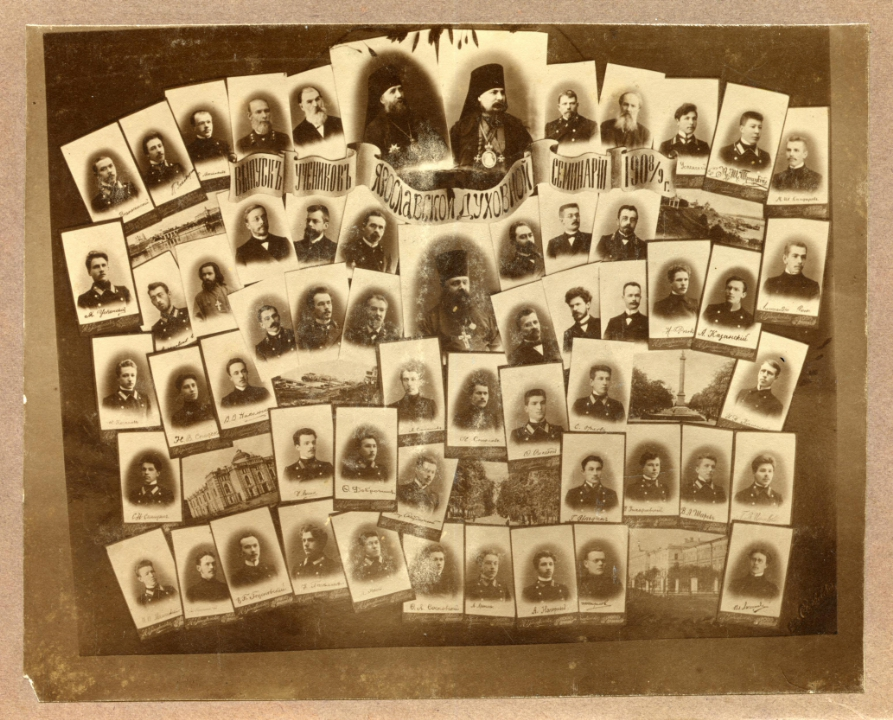
Выпускники семинарии 1909 года

Ярославская духовной семинарии основана в 1747 году по инициативе архиепископа Арсения (Мацеевича) — это было одно из первых учебных заведений в городе. Располагалась она на территории Спасо-Преображенского монастыря.
В семинарию сперва принимали только детей священников, однако позже в ней появились воспитанники и из других сословий.
В XIX веке, помимо богословских дисциплин, происходило обучение древним и новым языкам: древнегреческому, латыни, английскому, немецкому, французскому и древнееврейскому.
В 1875 году семинария переехала в здание, в котором ныне располагается Естественно-географический факультет Ярославского педагогического университета.
В 1918 году семинария была закрыта.
До революции из стен ЯДС вышло 17 архиереев, в том числе 1 митрополит (Филофей (Успенский)), 5 архиепископов (в том числе, Алексий (Лавров-Платонов), Елпидифор (Бенедиктов) и Иоанникий (Горский)) и 9 епископов (в том числе, Иоасаф (Болотов), Вениамин (Воскресенский), Августин (Сахаров)). Также известны историки В. Г. Васильевский, К. Д. Головщиков и А. И. Сулоцкий, братья публицист Е. М. и физиолог А. М. Филомафитские, анатом Е. Ф. Аристов, педагог М. В. Розин, деятель образования Д. П. Мартынов, архитектор Н. И. Благовещенский, революционер и государственный деятель Н. Ф. Доброхотов и др. Среди преподавателей — Аполлон Алексеевич Соколов, православный писатель; Кедров, Иван Андреевич — русский философ.

## Современная история

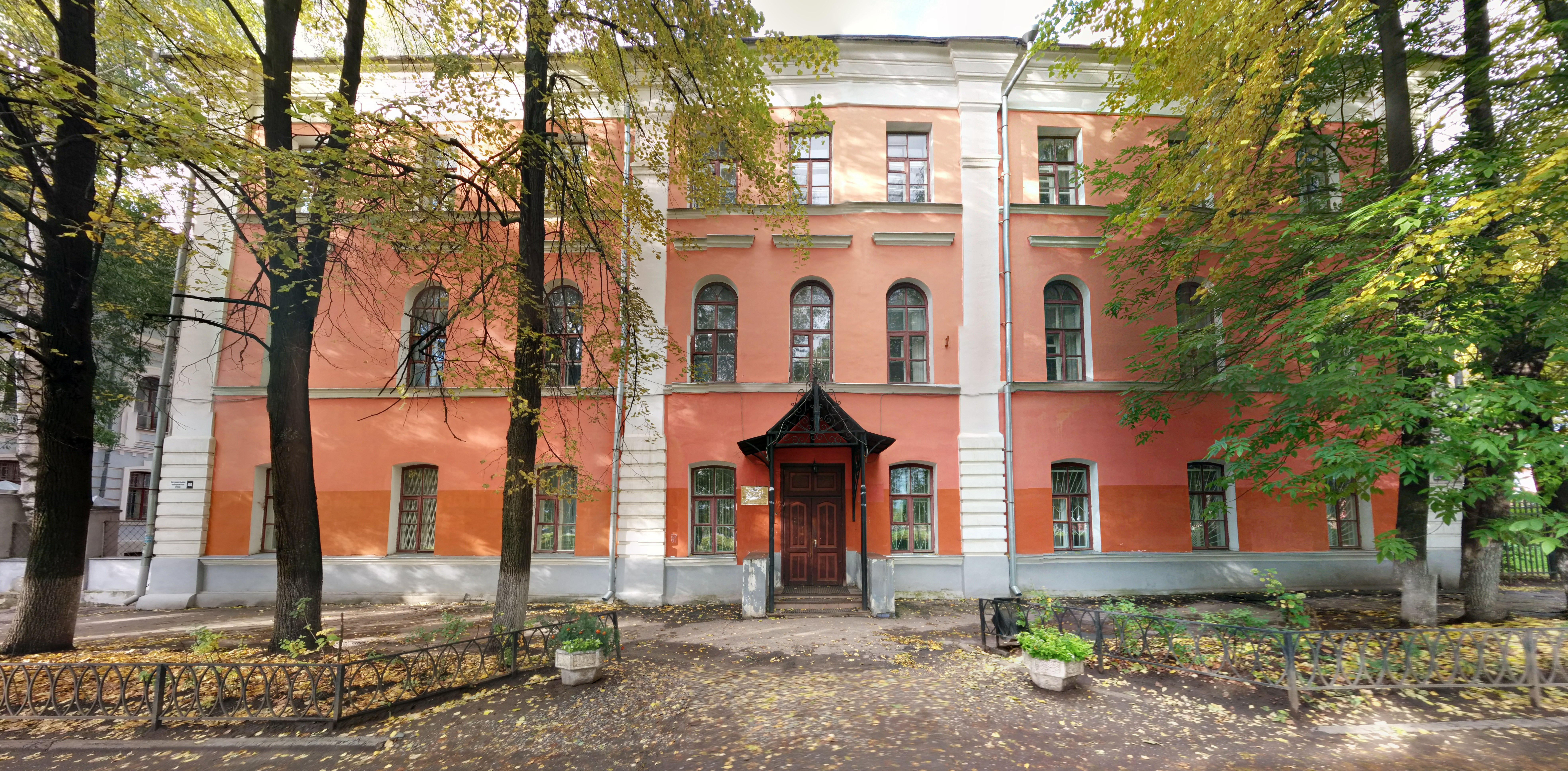
Здание, в котором семинария располагалась в 1875—1918 годах (северный корпус)

Современная Ярославская духовная семинария была реорганизована из Духовного Училища в 2006 году.
В 2007 году при семинарии открыта регентская школа.
В настоящее[уточнить] время в семинарии обучаются студенты из Ярославской митрополии, а также из Архангельской, Бакинской, Владимирской, Молдавской, Московской, Мурманской, Рижской, Рязанской, Тверской епархий.
Число преподавателей ЯДС составляет 50 человек, при этом общее число обучающихся — свыше 230 человек, из них 25 на очном отделении.
В 2011 году состоялся первый выпуск: 8 очников, 10 заочников и 5 регентов.
Небесными покровителями семинарии считаются святитель Димитрий Ростовский и священномученик Арсений (Мацеевич).
21 ноября 2024 года Ярославская духовная семинария получила государственную аккредитацию в отношении уровня образования — бакалавриат по направлению подготовки 48.03.01 «Теология». Аккредитация выдана бессрочно и даёт право выдавать дипломы о высшем образовании государственного образца по аккредитованной программе бакалавриата.

## Ректоры
- Арсений (Бузановский) (1764—1775)
- Павел (Зернов) (1775—1775)
- Иоиль (Быковский) (с 1776)
- Ириней (Клементьевский) (25.12.1784—1787)
- Арсений (Тодорский) (30.06.1788—1790)
- Евгений (Романов) (1794—1798)
- Августин (Сахаров) (1798—1800)
- Иоасаф (Сретенский) (1802—1808)
- Анатолий (Связев) (1808—1810)
- Антоний (Добротин) (февраль — сентябрь 1814)
- Феофан (Александров) (1814—1816)
- Неофит (Докучаев-Платонов) (20.11.1816—1820)
- Гавриил (Розанов) (1820 — 18.09.1821)
- Аарон (Нарциссов) (1821—1826)
- Аркадий (Федоров) (1827—1829)
- Макарий (Зимин) (1829—1830)
- Нил (Исакович) (2.09.1830—1835)
- Николай (Доброхотов) (1835 — ?)
- Григорий (Миткевич) (22.12.1838—1844)
- Софония (Сокольский) (10.04.1844—1845)
- Иоанникий (Горский) (10.10.1846 — 2.04.1850)
- Никодим (Казанцев) (3.04.1850—1854)
- Антоний (Радонежский) (18 мая 1854—1858)
- Тихвинский, Николай (1871—1886)
- Барский, Николай Афанасьевич (17.10.1886 — 22.02.1899)[2]
- Троицкий, Михаил Васильевич (1899—1903)
- Евсевий (Гроздов) (1903—1906)

После распада СССР
- архиепископ Кирилл (Наконечный) (2006—2007)
- иеромонах Исидор (Тупикин) (2007—2009)
- архиепископ Кирилл (Наконечный) (2009—2011)[3]
- митрополит Пантелеимон (Долганов) (2011—2019)
- митрополит Вадим (Лазебный) (2019—2020)
- иерей Олег Овчаров (29 декабря 2020 — 24 сентября 2021)[4].
- митрополит Вадим (Лазебный) (и. о., 24 сентября 2021 ― 15 мая 2025)[5].
- иеромонах Платон (Кудласевич) (с 15 мая 2025)[6].

Первый проректор
- игумен Серапион (Митько) (2006—2009)
- игумен Савва (Михеев) (2009—2011)
- иеромонах Агафангел (Шкуранков) (2011—2015)
- иеромонах Сергий (Барабанов) (с 2015)